# Боривітер (панно)
Боривітер (панно) — мозаїчне панно створене 1967 року відомою художницею-монументалісткою та українською дисиденткою Аллою Горською. Створено було як елемент декору ресторану «Україна» (у майбутньому — ресторан «Метрополь») на проспекті Миру, 48 у Маріуполі.

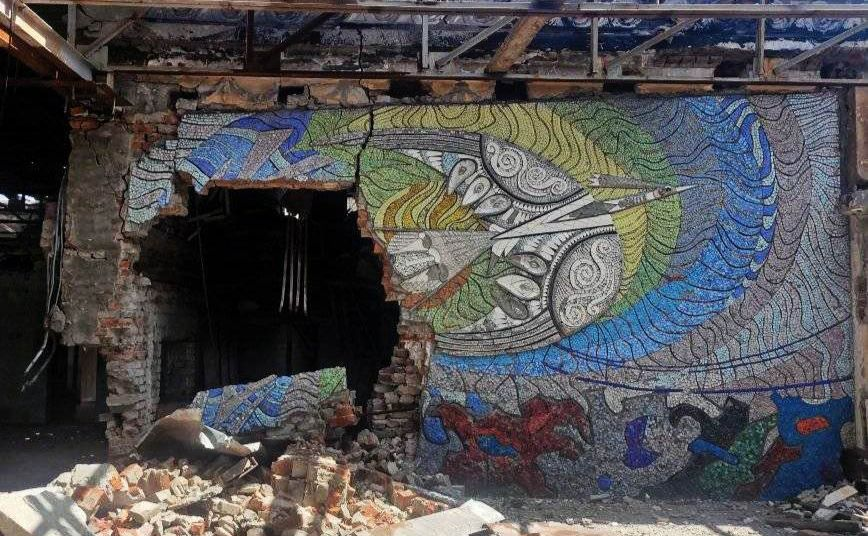
«Боривітер» (після вторгнення 24.02.2022 р.)

Панно символізують творчий пошук художників-шістдесятників, їх любов до життя і прагнення до свободи. Боривітер або сокіл-боривітер здатний надовго зависати в повітрі[джерело?]. За задумом авторів, і назва, і колірне рішення панно «Боривітер» емоційно зв'язує місце, де знаходиться мозаїка, з морем, вид на яке відкривався з вікна.
Після кількох місяців російської блокади міста та постійних обстрілів, які призвели до руйнації більшої частини забудови міста, подальша доля багатьох мозаїчних творів виявилася досить сумною.